# Auf immer und ewig (1986)
Auf immer und ewig ist ein 1985 entstandenes deutsches Filmdrama von Christel Buschmann mit Eva Mattes und Werner Stocker in den Hauptrollen.

## Handlung
Mo lebt als Singlemutter mit ihrem Sohn in Hamburg. Bislang war sie mit diesem Zustand glücklich. Vor neun Jahren hatte sie ihren einstigen Liebhaber Tom, den Vater des Kindes, verlassen, ohne ihm damals einen Grund für ihre Entscheidung zu benennen. Nun ist sie schwer erkrankt und will ihren damaligen Freund wiedersehen. Tatsächlich entbrennt die Leidenschaft zwischen den beiden wieder aufs Neue. Den Grund für ihre Rückkehr, ihre lebensbedrohliche Krankheit, erfährt Tom ebenso wenig wie die Tatsache, dass er Vater eines Sohnes ist. Und wieder zeigt Mo bald darauf dieselben Reaktionen – Rückzug, Entzug, Flucht – ohne dass Tom auch diesmal nur den Hauch einer Ahnung für den Grund ihres Verhaltens erkennen kann. Jetzt, wo sie kaum mehr zu retten ist, entscheidet sich Mo, die auch in diesem Zustand ihre Lebenslust nicht verloren hat, dazu, sich einer Operation zu unterziehen in der Hoffnung, doch noch ein Leben voll Glück und Zweisamkeit zu erkämpfen.

## Produktionsnotizen
Auf immer und ewig entstand im Juni und Juli 1985 überwiegend in Hamburg und wurde am 9. Oktober 1986 uraufgeführt. Die Fernsehpremiere fiel auf den 6. Juni 1988 im ZDF, das auch als Mitproduzent in Erscheinung trat.
Hauptdarsteller Mattes und Stocker standen bereits zwei Jahre zuvor in der Fassbinder-Hommage Ein Mann wie E.V.A. gemeinsam vor der Kamera.

## Kritik
„… gelingt Christel Buschmann der Beweis, daß es auch in der Bundesrepublik der Darsteller gibt, die Kraft ihrer Persönlichkeit einen Film tragen können. Starqualität nannte man das früher. Wenn Eva Mattes als selbstbewußte moderne Frau im teuren Schneiderkostüm und mit wehenden Haaren durch die Straße stöckelt … kommt jener Glamour auf die Leinwand zurück, der deutschen Filmen schon so lange fehlte.“

„Ein in der Tradition eines betont wirklichkeitsfernen und gekünstelten Kintopp-Melodrams inszenierter Film. Hinter seiner Fiktion scheint dank der konsequenten Gestaltung eine eindrucksvolle und bewegende Reflexion über emotionale Kräfte, Ängste und Verzweiflung, Liebe und Zusammengehörigkeitsgefühl auf.“